# Irving, Illinois
Irving är en ort (village) i Montgomery County i Illinois. Vid 2010 års folkräkning hade Irving 495 invånare.